# Dzielnica Przemysłowa (Iława)
Dzielnica Przemysłowa – południowa część Iławy, w której znajdują się zakłady przemysłowe.

Położenie na mapie Iławy.

## Ulice Dzielnicy Przemysłowej
W obrębie Dzielnicy Przemysłowej znajdują się ulice:
- Celna
- al. Jana Pawła II (część) - dawniej Składowa
- Kolejowa
- Komunalna
- Lubawska (część)
- Towarowa
- Usługowa (część)
- Warsztatowa

## Komunikacja
Przez teren Dzielnicy Przemysłowej przebiegają trasy 5 linii komunikacyjnych. Są to linie numer: 
- 1 - (Długa-Cmentarz)
- 2 - (Długa-Ogrody)
- 3 - (Długa-Nowa Wieś)
- 5 - (Długa-Sienkiewicza)
- 8 - (Długa-Radomek)

Linie biegną ulicą Lubawską.